# Iglesia de Nuestra Señora del Mercado (Serón de Nágima)
La iglesia de Nuestra Señora del Mercado, en la localidad de Serón de Nágima (Provincia de Soria, comunidad autónoma de Castilla y León, España) fue construida en el siglo XVI en estilo gótico tardío.

## Historia
En torno a 1500 se inicia la construcción de la gran iglesia parroquial de Nuestra Señora del Mercado que viene a unirse a las ya existentes de la Santa Cruz y de Santiago. Se concibe esta iglesia parroquial, siguiendo las líneas fundamentales del último estilo gótico en el siglo XVI, si bien no se vio libre de modificaciones en época barroca. Entre los maestros canteros que trabajaron en la iglesia destacan Pedro de Zumista y su hijo Juan.

## Descripción
La iglesia es verdaderamente amplia y alcanza una gran altura. Es de nave única dividida en cinco tramos, capilla mayor ochavada, coro en alto a los pies, añadido en el último estilo citado y capillas abiertas a ambos lados de la nave, todas ellas cubiertas por bóvedas de crucería. La capilla mayor se cubre con bóveda de crucería estrellada de complicado trazado, mientras que el cuerpo de la iglesia, remozado en el barroco, se cierra en todos los tramos con bóvedas de cañón con lunetos. El templo fue solemnemente consagrado el año 1558 en un acto oficiado por el obispo de Salamina que no lo hizo de balde: "Mas dio de pago 2930 maravedis que pago al obispo de Salamina por la bendición y consagración del altar y bendición de la yglesia..." . La capilla de Barrionuevo se levantó en 1538 y la sacristía actual, costeada también por este clérigo, en 1550.
Hacia la segunda mitad del siglo XX el párroco Moisés García, con la ayuda de su entusiasmo y su trabajo personal consiguió sacar toda la belleza de la piedra de la mayoría de las capillas laterales de la iglesia y descubrió frente a la entrada, al retirar un retablo de ninguna calidad, los arcosolios góticos de piedra, pintados con frescos que se encuentran un poco deteriorados por el paso del tiempo.

### Capilla Mayor
Es muy probable que a mediados del siglo XVI todavía no se hubiese levantado la capilla mayor pues a teno del escudo que campea en la bóveda, la obra se acometió en el tercer cuarto del siglo Fue financiada por los señores de la villa, don Francisco de Rojas, Marqués de Poza, y doña Francisca Enríquez, hija del almirante de Castilla.
La capilla mayor tiene planta poligonal de cinco paños y está cubierta por una bóveda de crucería de trabajada traza en la que ojivos y terceletes se complementan con la presencia de múltiples combados formando arcos en gola, arcos apuntados y un octógono de lados cóncavos. La clave central exhibe el escudo de armas de los fundadores: castillo con tres torres, león y escusón de cinco estrellas de sotuer. Tiene un impresionante retablo barroco churrigueresco que cubre todo el ábside en el que destaca en el centro la imagen de la Virgen del Mercado en el misterio de la Asunción a los cielos y el gran sagrario separado del retablo.

### Segundo tramo

#### Capilla de Nuestra Señora de la Vega
La antigua capilla de Nuestra Señora de la Soledad, situada en el lado de la Epístola, fue fundada y dotada por Antonio de Barrionuevo, clérigo benefactor de esta iglesia en 1527. Para su construcción se derribó la antigua sacristía del templo por lo que se vio obligado a realizar una nueva en el lugar que ocupa ahora. Actualmente se denomina capilla de Nuestra Señora de la Vega ya que por miedo del robo de la imagen, ésta permanece en la parroquia bien custodiada. Una copia de la original está instalada en la ermita que lleva su nombre. También en esta capilla se encuentran dos tallas procedentes de la misma ermita, la de Santa Águeda y Santa Lucía.
En un lateral, se encuentra el retablo de Santa Cecilia del siglo XVI (1530) atribuido a Juan Picardo o a algún discípulo suyo trasladado desde la capilla del Santo Cristo del Amparo.

#### Capilla de Nuestra Señora del Rosario
En la derecha se abre otra capilla en la que destaca el Santo Sepulcro con el Cristo yaciente situado bajo un retablo barroco.

### Tercer tramo Capillas del Santo Cristo del Amparo y de San Roque
En el tercer tramo a la derecha se abre la capilla del Santo Cristo del Amparo que contiene el cristo citado y hasta hace unos años el retablo dedicado a santa Cecilia, situado ahora en la capilla de Nuestra Señora de la Vega.
A la izquierda la imagen reemplazada en el retablo clasicista da nombre a esta capilla, es la capilla de San Roque, cuya imagen al igual que la de Nuestra Señora de la Vega, ha venido a reemplazar a una de una Virgen con el niño. El interesante retablo romanista sobre el que se asienta fue realizado por Gabriel de Pinedo en el siglo XVII según Arránz Arranz.

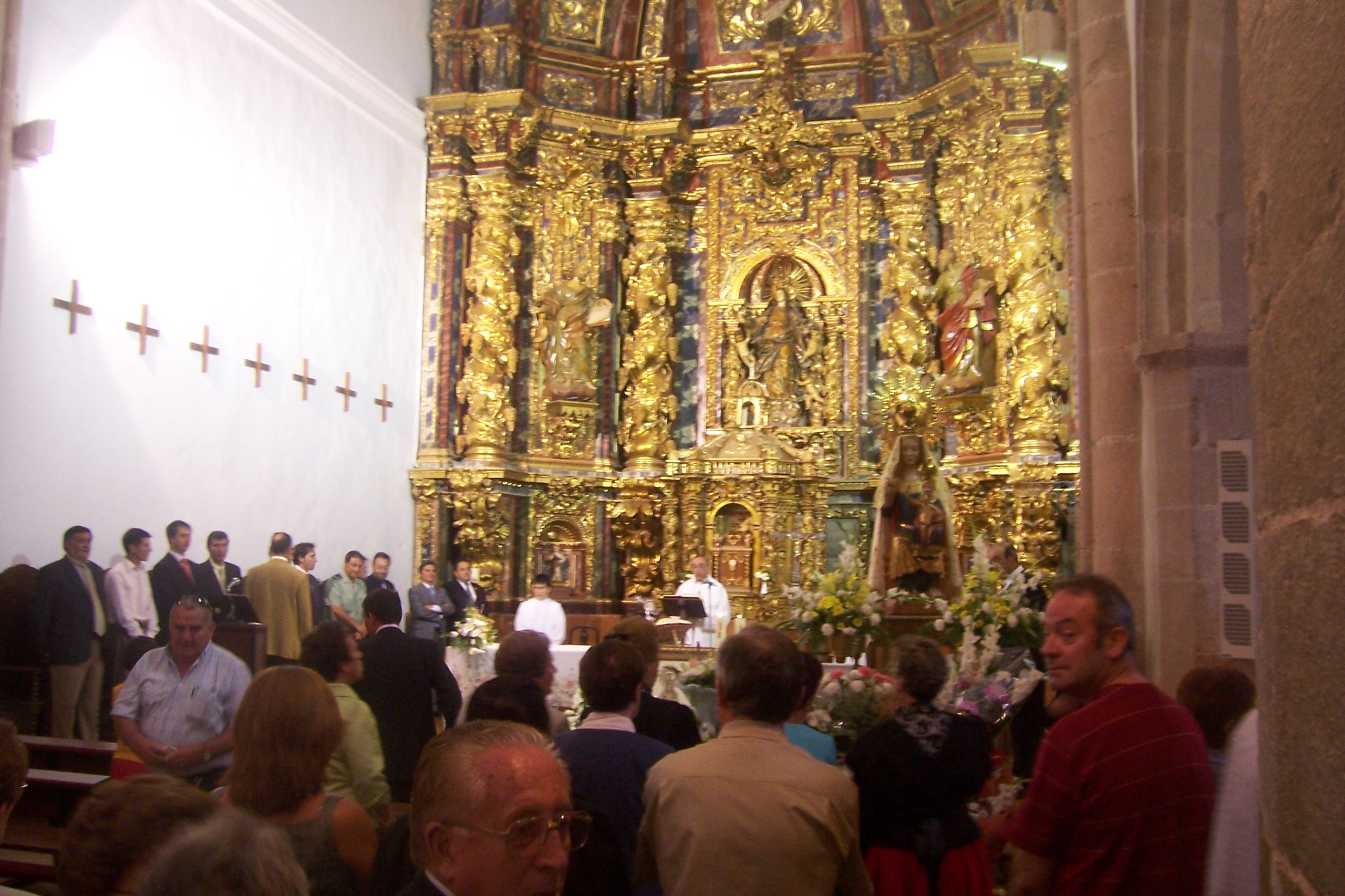
Interior de la iglesia con el retablo barroco al fondo

### Cuarto tramo Portada
En el cuarto tramo se abre a la derecha la antesala de la portada también con bóveda de crucería y en la izquierda destacan dos sepulcros en arcosolio superpuestos. El inferior alberga un sarcófago, posiblemente el del Bachiller Diego González. La portada responde al modelo típico de Juan Guas, de gusto hispano-flamenco, abierta en arco carpanel cobijado por otro apuntado que por el exterior se quiebra formando una conopia. En el hueco existente entre los dos arcos a modo de hornacina se encontraba una imagen en madera de la Virgen del Mercado que debido a su deterioro se encuentra en el interior de la iglesia. La portada hispano-flamenca estaba ya construida en 1514.

### Quinto y sexto tramo Capilla del Bautismo y Coro
En el quinto tramo a la izquierda se encuentra la capilla del Bautismo y a la derecha en un nicho un retablo advocado a San Antonio. En el último tramo se encuentra el coro desde el que se accede al campanario. La iglesia tuvo órgano durante todo el siglo XVIII, otro nuevo se mandó construir en 1799 y costó 16 571 reales. En 1947 aún funcionaba, y el sacristán-organista cobraba un sueldo de 96 pesetas al año. El órgano fue deteriorándose y nadie puso remedio hasta que, a finales de los años cincuenta, fue vendido por un párroco.

### Campanario
El campanario está formado por dos pisos superpuestos, el inferior no sobrepasa la altura de la nave principal y sus vanos están medio cegados. El superior puede ser de construcción posterior y posee los vanos en el mismo lugar y de la misma anchura que el inferior. Posee vanos para seis campanas pero solo tiene cinco, también tiene reloj. En 1679 la escalera de la torre de Santa María, que era de madera, se manda hacer de piedra.

## Culto
La iglesia de Nuestra Señora del Mercado, es un templo religioso bajo la advocación de la Virgen del Mercado.
- Otras veneraciones:Nuestra Señora de la Soledad, Nuestra Señora de la Vega, Nuestra Señora del Rosario, Santo Cristo del Amparo, San Roque, San Antonio.